# Christopher Urswick
Christopher Urswick (1448–1522) est un prêtre ainsi que le confesseur de Marguerite Beaufort. Il est recteur de Puttenham (en) dans l'Hertfordshire, puis doyen de Windsor. Urswick aurait servi d'intermédiaire dans le complot visant à placer le fils de Margaret Beaufort, Henri VII, sur le trône anglais.

## Jeunesse et éducation
Urswick est né à Furness en 1448. Son père, John Urswick, et sa mère étaient frère et sœurs laïcs de l'abbaye de Furness.
Il a fait ses études à la Lancaster Royal Grammar School (en) (qui s'appelait à l'époque The Free School at Lancaster)

## Carrière
Il est archidiacre de Wilts (1488-1522), archidiacre de Richmond (1494-1500) et archidiacre de Norfolk (1500-1522). Vers 1486, il reçoit la prébende de Chiswick dépendant de la cathédrale Saint-Paul. Il est également doyen d'York de 1488 à 1494, chanoine de la chapelle Saint-Georges de Windsor de 1492 à 1496 puis doyen de Windsor de 1495 à 1505. Il est aumônier royal (en) de 1485 à 1495.
Il refuse la charge d'évêque de Norwich en 1498 et est nommé archidiacre d'Oxford en 1504.
Parmi ses fonctions les plus importantes, Urswick devint recteur de la paroisse d'Hackney en 1502, et y ordonna la reconstruction de l'église paroissiale médiévale. La tour Saint-Augustin (en) en est le seul vestige subsistant de nos jours. 

## Mort
Urswick meurt le 24 mars 1522 et est enterré dans l'église Saint-Augustin d'Hackney.

## Commémoration
Il apparaît comme un personnage mineur dans la pièce de théâtre Richard III de William Shakespeare.
Il a construit une maison paroissiale à Hackney (Urswick House, aujourd'hui démolie), où il vécut pendant un certain temps. Urswick Road, dans le quartier voisin d'Homerton (en) est nommée ainsi en son honneur. 
Il a fondé l'Urswick School (en) pour éduquer des garçons pauvres. Elle s'appelait jusqu'à récemment l'Hackney Free and Parochial School à Hackney Central (en). Le Chantry d'Urswick dans la chapelle Saint-Georges lui rend hommage.